# Liste des Premiers ministres de Grèce
Les dates de cet article suivent le calendrier julien jusqu'en 1923, le calendrier grégorien ensuite.
La liste des Premiers ministres de Grèce (en grec moderne : Πρωθυπουργός της Ελλάδας / Prothipourgós tis Elládas) présente tous les Premiers ministres et chefs du gouvernement de la Grèce de 1822 à nos jours.

## Première République hellénique (1822-1832)

### Gouvernement provisoire (1822-1827)
| Premier ministre                     | Depuis le        | Jusqu'au         | Portrait | Parti          | Commentaires |
| ------------------------------------ | ---------------- | ---------------- | -------- | -------------- | --- |
| Aléxandros Mavrokordátos (1791-1865) | 13 janvier 1822  | 10 mai 1823      |          |                | Président de l'Exécutif grec de 1822. Théodore Négris est « Président du Conseil des Ministres ».                                   |
| Pétros Mavromichális (1765-1848)     | 10 mai 1823      | 31 décembre 1823 |          |                | Président de l'Exécutif grec de 1823                                                                                                |
| Geórgios Koundouriótis (1782-1858)   | 31 décembre 1823 | 26 avril 1826    |          | Parti français | Président de l'Exécutif grec de 1824                                                                                                |
| Andréas Zaïmis (1791-1840)           | 26 avril 1826    | 14 avril 1827    |          |                | Président de la Commission exécutive grecque de 1826                                                                                |
| Geórgios Mavromichális (1800-1831)   | 15 avril 1827    | 24 janvier 1828  |          |                | Président de la Commission de gouvernement (el) assurant l'intérim avant l'arrivée en Grèce du Gouverneur élu, Ioánnis Kapodístrias |

### État grec (1827-1832)
| Premier ministre                                                                                                | Depuis le       | Jusqu'au        | Portrait | Parti       | Commentaires |
| --- | --------------- | --------------- | --- | ----------- | --- |
| Ioánnis Kapodístrias (1776-1831)                                                                                | 24 janvier 1828 | 9 octobre 1831  | | Parti russe | Premier « Gouverneur de Grèce », Chef de l'État et chef du gouvernement (el). Assassiné le 9 octobre 1831.                                     |
| Augustínos Kapodístrias (1778-1857)                                                                             | 9 octobre 1831  | 5 décembre 1831 | | Parti russe | « Président de la Commission exécutive grecque de 1831 (el) » désigné par le Sénat, triumvirat avec Ioánnis Koléttis et Theódoros Kolokotrónis |
| Augustínos Kapodístrias (1778-1857)                                                                             | 5 décembre 1831 | 15 mars 1832    | « Président du Gouvernement grec » jusqu'à la promulgation de la Constitution | Parti russe | |
| Augustínos Kapodístrias (1778-1857)                                                                             | 15 mars 1832    | 28 mars 1832    | Nommé « Gouverneur de la Grèce » jusqu'à l'arrivée du Roi, mais il est renversé quelques jours plus tard par un coup d'État de Koléttis et fuit vers Corfou puis Saint-Pétersbourg | Parti russe | |
| Ioánnis Koléttis Theódoros Kolokotrónis Andréas Zaïmis Andréas Metaxás Dimítrios Boundoúris                     | 28 mars 1832    | 14 avril 1832   | |             | Commission exécutive grecque de 1832 (el) |
| Geórgios Koundouriótis Dimítrios Ypsilántis Ioánnis Koléttis Dimítrios Plapoútas Andréas Zaïmis Andréas Metaxás | 14 avril 1832   | 6 février 1833  | |             | Commission exécutive grecque de 1832 (el) |

## Royaume de Grèce, dynastie de Wittelsbach (1832-1863)

### Monarchie absolue (1832-1843)
| Premier ministre                         | Depuis le        | Jusqu'au          | Portrait | Parti          | Commentaires                                |
| ---------------------------------------- | ---------------- | ----------------- | -------- | -------------- | ------------------------------------------- |
| Spirídon Trikoúpis                       | 6 février 1833   | 24 octobre 1833   |          | Parti anglais  |                                             |
| Aléxandros Mavrokordátos (1791-1865)     | 24 octobre 1833  | 12 juin 1834      |          | Parti anglais  |                                             |
| Ioánnis Koléttis (1774-1847)             | 12 juin 1834     | 1er juin 1835     |          | Parti français |                                             |
| Joseph Ludwig von Armansperg (1787-1853) | 1er juin 1835    | 14 février 1837   |          |                | Régent                                      |
| Ignaz von Rundhart (1790-1838)           | 14 février 1837  | 20 décembre 1837  |          |                | Président du Conseil des ministres          |
| Othon Ier (1815-1867)                    | 20 décembre 1837 | 6 juillet 1841    |          |                | Assure lui-même le rôle de Premier ministre |
| Aléxandros Mavrokordátos (1791-1865)     | 6 juillet 1841   | 22 août 1841      |          | Parti anglais  |                                             |
| Othon Ier (1815-1867)                    | 22 août 1841     | 15 septembre 1843 |          |                | Assure lui-même le rôle de Premier ministre |

### Monarchie constitutionnelle (1843-1863)
| Premier ministre                     | Depuis le         | Jusqu'au          | Portrait | Parti          | Commentaires                               |
| ------------------------------------ | ----------------- | ----------------- | -------- | -------------- | ------------------------------------------ |
| Andréas Metaxás (1790-1860)          | 15 septembre 1843 | 11 mars 1844      |          | Parti russe    | (Premier Premier ministre constitutionnel) |
| Konstantínos Kanáris (1790-1877)     | 11 mars 1844      | 11 avril 1844     |          | Parti russe    |                                            |
| Aléxandros Mavrokordátos (1791-1865) | 11 avril 1844     | 18 août 1844      |          | Parti anglais  |                                            |
| Ioánnis Koléttis (1774-1847)         | 18 août 1844      | 17 septembre 1847 |          | Parti français |                                            |
| Kítsos Tzavélas (1801-1855)          | 17 septembre 1847 | 19 mars 1848      |          | Parti français |                                            |
| Geórgios Koundouriótis (1782-1858)   | 19 mars 1848      | 27 octobre 1848   |          | Parti français |                                            |
| Konstantínos Kanáris (1790-1877)     | 27 octobre 1848   | 24 décembre 1849  |          | Parti russe    |                                            |
| Antónios Kriezís (1796-1865)         | 24 décembre 1849  | 28 mai 1854       |          | Parti anglais  |                                            |
| Konstantínos Kanáris (1790-1877)     | 28 mai 1854       | 29 juillet 1854   |          | Parti russe    |                                            |
| Aléxandros Mavrokordátos (1791-1865) | 29 juillet 1854   | 11 octobre 1855   |          | Parti anglais  |                                            |
| Dimítrios Voúlgaris (1802-1878)      | 11 octobre 1855   | 25 novembre 1857  |          | Parti français |                                            |
| Athanásios Miaoúlis (1815-1867)      | 25 novembre 1857  | 7 juin 1862       |          | Parti anglais  |                                            |
| Gennaíos Kolokotrónis (1803-1868)    | 7 juin 1862       | 23 octobre 1862   |          | Parti russe    |                                            |
| Dimítrios Voúlgaris (1802-1878)      | 23 octobre 1862   | 21 février 1863   |          | Parti français |                                            |
| Aristídis Moraïtínis (1806-1875)     | 21 février 1863   | 24 février 1863   |          | Parti russe    |                                            |
| Zinóvios Válvis (1800-1886)          | 24 février 1863   | 9 avril 1863      |          |                |                                            |
| Diomidís Kyriákos (1811-1869)        | 9 avril 1863      | 10 mai 1863       |          |                |                                            |
| Benizélos Roúphos (1795-1868)        | 10 mai 1863       | 30 octobre 1863   |          | Parti français |                                            |

## Royaume de Grèce, dynastie de Glücksbourg (1863-1924)
| Premier ministre                         | Depuis le         | Jusqu'au          | Portrait | Parti              | Commentaires                                    |
| ---------------------------------------- | ----------------- | ----------------- | -------- | ------------------ | ----------------------------------------------- |
| Dimítrios Voúlgaris (1802-1878)          | 6 novembre 1863   | 17 mars 1864      |          | Parti français     |                                                 |
| Konstantínos Kanáris (1790-1877)         | 17 mars 1864      | 28 avril 1864     |          | Parti russe        |                                                 |
| Zinóvios Válvis (1800-1886)              | 28 avril 1864     | 7 août 1864       |          |                    |                                                 |
| Konstantínos Kanáris (1790-1877)         | 7 août 1864       | 9 février 1865    |          | Parti russe        |                                                 |
| Benizélos Roúphos (1795-1868)            | 9 février 1865    | 14 mars 1865      |          | Parti français     |                                                 |
| Aléxandros Koumoundoúros (1817-1883)     | 14 mars 1865      | 1er novembre 1865 |          | Parti nationaliste |                                                 |
| Epaminóndas Deligeórgis (1829-1879)      | 1er novembre 1865 | 15 novembre 1865  |          |                    |                                                 |
| Dimítrios Voúlgaris (1802-1878)          | 15 novembre 1865  | 18 novembre 1865  |          | Parti français     |                                                 |
| Aléxandros Koumoundoúros (1817-1883)     | 18 novembre 1865  | 25 novembre 1865  |          | Parti nationaliste |                                                 |
| Epaminóndas Deligeórgis (1829-1879)      | 25 novembre 1865  | 11 décembre 1865  |          |                    |                                                 |
| Benizélos Roúphos (1795-1868)            | 11 décembre 1865  | 21 juin 1866      |          |                    |                                                 |
| Dimítrios Voúlgaris (1802-1878)          | 21 juin 1866      | 30 décembre 1866  |          | Parti français     |                                                 |
| Aléxandros Koumoundoúros (1817-1883)     | 30 décembre 1866  | 1er janvier 1868  |          | Parti nationaliste |                                                 |
| Aristídis Moraïtínis (1806-1875)         | 1er janvier 1868  | 6 février 1868    |          |                    |                                                 |
| Dimítrios Voúlgaris (1802-1878)          | 6 février 1868    | 6 février 1869    |          | Parti français     |                                                 |
| Thrasivoúlos Zaïmis (1829-1880)          | 6 février 1869    | 22 juillet 1870   |          |                    |                                                 |
| Epaminóndas Deligeórgis (1829-1879)      | 22 juillet 1870   | 15 décembre 1870  |          |                    |                                                 |
| Aléxandros Koumoundoúros (1817-1883)     | 15 décembre 1870  | 9 novembre 1871   |          | Parti nationaliste |                                                 |
| Thrasivoúlos Zaïmis (1829-1880)          | 9 novembre 1871   | 6 janvier 1872    |          |                    |                                                 |
| Dimítrios Voúlgaris (1802-1878)          | 6 janvier 1872    | 20 juillet 1872   |          | Parti français     |                                                 |
| Epaminóndas Deligeórgis (1829-1879)      | 20 juillet 1872   | 21 février 1874   |          |                    |                                                 |
| Dimítrios Voúlgaris (1802-1878)          | 21 février 1874   | 8 mai 1875        |          | Parti français     |                                                 |
| Charílaos Trikoúpis (1832-1896)          | 8 mai 1875        | 27 octobre 1875   |          | Nouveau Parti      |                                                 |
| Aléxandros Koumoundoúros (1817-1883)     | 27 octobre 1875   | 8 décembre 1876   |          | Parti nationaliste |                                                 |
| Epaminóndas Deligeórgis (1829-1879)      | 8 décembre 1876   | 13 décembre 1876  |          |                    |                                                 |
| Aléxandros Koumoundoúros (1817-1883)     | 13 décembre 1876  | 10 mars 1877      |          | Parti nationaliste |                                                 |
| Epaminóndas Deligeórgis (1829-1879)      | 10 mars 1877      | 1er juin 1877     |          |                    |                                                 |
| Aléxandros Koumoundoúros (1817-1883)     | 1er juin 1877     | 7 juin 1877       |          | Parti nationaliste |                                                 |
| Konstantínos Kanáris (1790-1877)         | 7 juin 1877       | 14 septembre 1877 |          | Parti russe        |                                                 |
| Aléxandros Koumoundoúros (1817-1883)     | 14 septembre 1877 | 2 novembre 1878   |          | Parti nationaliste |                                                 |
| Charílaos Trikoúpis (1832-1896)          | 2 novembre 1878   | 7 novembre 1878   |          | Nouveau Parti      |                                                 |
| Aléxandros Koumoundoúros (1817-1883)     | 7 novembre 1878   | 22 mars 1880      |          | Parti nationaliste |                                                 |
| Charílaos Trikoúpis (1832-1896)          | 22 mars 1880      | 25 octobre 1880   |          | Nouveau Parti      |                                                 |
| Aléxandros Koumoundoúros (1817-1883)     | 25 octobre 1880   | 15 mars 1882      |          | Parti nationaliste |                                                 |
| Charílaos Trikoúpis (1832-1896)          | 15 mars 1882      | 1er mai 1885      |          | Nouveau Parti      |                                                 |
| Theódoros Deligiánnis (1820-1905)        | 1er mai 1885      | 9 mai 1886        |          | Parti nationaliste |                                                 |
| Dimítrios Válvis (1814-1886)             | 9 mai 1886        | 21 mai 1886       |          |                    |                                                 |
| Charílaos Trikoúpis (1832-1896)          | 21 mai 1886       | 5 novembre 1890   |          | Nouveau Parti      |                                                 |
| Theódoros Deligiánnis (1820-1905)        | 5 novembre 1890   | 1er mars 1892     |          | Parti nationaliste |                                                 |
| Konstantínos Konstantópoulos (1832-1910) | 1er mars 1892     | 22 juin 1892      |          |                    |                                                 |
| Charílaos Trikoúpis (1832-1896)          | 22 juin 1892      | 15 mai 1893       |          | Nouveau Parti      |                                                 |
| Sotírios Sotirópoulos (1831-1898)        | 15 mai 1893       | 11 novembre 1893  |          |                    |                                                 |
| Charílaos Trikoúpis (1832-1896)          | 11 novembre 1893  | 24 janvier 1895   |          | Nouveau Parti      |                                                 |
| Nikólaos Deligiánnis (1845-1910)         | 24 janvier 1895   | 11 juin 1895      |          |                    |                                                 |
| Theódoros Deligiánnis (1820-1905)        | 11 juin 1895      | 30 avril 1897     |          | Parti nationaliste |                                                 |
| Dimítrios Rállis (1844-1921)             | 30 avril 1897     | 3 octobre 1897    |          |                    |                                                 |
| Aléxandros Zaïmis (1855-1936)            | 3 octobre 1897    | 14 avril 1899     |          |                    |                                                 |
| Geórgios Theotókis (1844-1916)           | 14 avril 1899     | 25 novembre 1901  |          | Nouveau Parti      |                                                 |
| Aléxandros Zaïmis (1855-1936)            | 25 novembre 1901  | 6 décembre 1902   |          |                    |                                                 |
| Theódoros Deligiánnis (1820-1905)        | 6 décembre 1902   | 27 juin 1903      |          | Parti nationaliste |                                                 |
| Geórgios Theotókis (1844-1916)           | 27 juin 1903      | 11 juillet 1903   |          | Nouveau Parti      |                                                 |
| Dimítrios Rállis (1844-1921)             | 11 juillet 1903   | 19 décembre 1903  |          |                    |                                                 |
| Geórgios Theotókis (1844-1916)           | 19 décembre 1903  | 29 décembre 1904  |          | Nouveau Parti      |                                                 |
| Theódoros Deligiánnis (1820-1905)        | 29 décembre 1904  | 13 juin 1905      |          | Parti nationaliste |                                                 |
| Dimítrios Rállis (1844-1921)             | 22 juin 1905      | 21 décembre 1905  |          |                    |                                                 |
| Geórgios Theotókis (1844-1916)           | 21 décembre 1905  | 29 juillet 1909   |          | Nouveau Parti      |                                                 |
| Dimítrios Rállis (1844-1921)             | 29 juillet 1909   | 28 août 1909      |          |                    |                                                 |
| Kyriakoúlis Mavromichális (1849-1916)    | 28 août 1909      | 31 janvier 1910   |          | Ligue militaire    | Gouvernement établi à la suite du coup de Goudí |
| Stéphanos Dragoúmis (1842-1923)          | 31 janvier 1910   | 18 octobre 1910   |          |                    |                                                 |
| Elefthérios Venizélos (1864-1936)        | 18 octobre 1910   | 10 mars 1915      |          | Parti libéral      |                                                 |
| Dimítrios Goúnaris (1866-1922)           | 10 mars 1915      | 23 août 1915      |          |                    |                                                 |
| Elefthérios Venizélos (1864-1936)        | 23 août 1915      | 7 octobre 1915    |          | Parti libéral      |                                                 |
| Aléxandros Zaïmis (1855-1936)            | 7 octobre 1915    | 7 novembre 1915   |          |                    |                                                 |
| Stéphanos Skouloúdis (1836-1928)         | 7 novembre 1915   | 21 juin 1916      |          |                    |                                                 |
| Aléxandros Zaïmis (1855-1936)            | 22 juin 1916      | 16 septembre 1916 |          |                    |                                                 |

### Schisme national (1916-1917)
| Gouvernement contrôlant le sud de la Grèce | Gouvernement contrôlant le sud de la Grèce | Gouvernement contrôlant le sud de la Grèce | Gouvernement contrôlant le nord de la Grèce et la Crète (Gouvernement reconnu par les Alliés le 19 décembre 1916) | Gouvernement contrôlant le nord de la Grèce et la Crète (Gouvernement reconnu par les Alliés le 19 décembre 1916) | Gouvernement contrôlant le nord de la Grèce et la Crète (Gouvernement reconnu par les Alliés le 19 décembre 1916) |
| ------------------------------------------ | ------------------------------------------ | ------------------------------------------ | --- | --- | --- |
| Nikólaos Kalogerópoulos (1853-1927)        | 16 septembre 1916                          | 10 octobre 1916                            | Elefthérios Venizélos (1864-1936)                                                                                 | 19 septembre 1916                                                                                                 | 27 juin 1917 |
| Spyrídon Lámpros (1851-1919)               | 10 octobre 1916                            | 5 février 1917                             | Elefthérios Venizélos (1864-1936)                                                                                 | 19 septembre 1916                                                                                                 | 27 juin 1917 |
| Aléxandros Zaïmis (1855-1936)              | 5 février 1917                             | 27 juin 1917                               | Elefthérios Venizélos (1864-1936)                                                                                 | 19 septembre 1916                                                                                                 | 27 juin 1917 |

### Royaume de Grèce (1917-1924)
| Premier ministre                      | Depuis le         | Jusqu'au          | Portrait | Parti           | Commentaires                                                       |
| ------------------------------------- | ----------------- | ----------------- | -------- | --------------- | ------------------------------------------------------------------ |
| Elefthérios Venizélos (1864-1936)     | 27 juin 1917      | 18 novembre 1920  |          | Parti libéral   | (Contrôlant l’ensemble du pays)                                    |
| Dimítrios Rállis (1844-1921)          | 18 novembre 1920  | 6 février 1921    |          | Parti du Peuple |                                                                    |
| Nikólaos Kalogerópoulos (1853-1927)   | 6 février 1921    | 8 avril 1921      |          | Parti du Peuple |                                                                    |
| Dimítrios Goúnaris (1866-1922)        | 8 avril 1921      | 16 mai 1922       |          | Parti du Peuple |                                                                    |
| Nikólaos Strátos (1872-1922)          | 16 mai 1922       | 22 mai 1922       |          | Parti du Peuple |                                                                    |
| Pétros Protopapadákis (1860-1922)     | 22 mai 1922       | 10 septembre 1922 |          | Parti du Peuple |                                                                    |
| Nikólaos Triantaphyllákos (1855-1939) | 10 septembre 1922 | 29 septembre 1922 |          |                 | Gouvernement établi à la suite du coup d'État du 11 septembre 1922 |
| Anastásios Charalámbis (1862-1949)    | 29 septembre 1922 | 30 septembre 1922 |          |                 |                                                                    |
| Sotírios Krokidás (1852-1924)         | 30 septembre 1922 | 27 novembre 1922  |          |                 |                                                                    |
| Stylianós Gonatás (1876-1966)         | 27 novembre 1922  | 24 janvier 1924   |          |                 |                                                                    |
| Elefthérios Venizélos (1864-1936)     | 24 janvier 1924   | 19 février 1924   |          | Parti libéral   |                                                                    |
| Geórgios Kaphantáris (1873-1946)      | 19 février 1924   | 12 mars 1924      |          |                 |                                                                    |

## Deuxième République hellénique (1924-1935)
| Premier ministre                     | Depuis le       | Jusqu'au        | Portrait | Parti           | Commentaires                                                                      |
| ------------------------------------ | --------------- | --------------- | -------- | --------------- | --------------------------------------------------------------------------------- |
| Aléxandros Papanastasíou (1876-1936) | 12 mars 1924    | 24 juillet 1924 |          |                 | La République est proclamée le 25 mars et confirmée par un plébiscite le 13 avril |
| Themistoklís Sofoúlis (1862-1949)    | 24 juillet 1924 | 7 octobre 1924  |          |                 |                                                                                   |
| Andréas Michalakópoulos (1876-1938)  | 7 octobre 1924  | 26 juin 1925    |          | Parti libéral   | Renversé par un coup d'État                                                       |
| Theódoros Pángalos (1878-1952)       | 25 juin 1925    | 19 juillet 1926 |          |                 | Dictature                                                                         |
| Athanásios Eftaxías (1849-1931)      | 19 juillet 1926 | 23 août 1926    |          |                 | Sous l'autorité du dictateur Pángalos                                             |
| Geórgios Kondýlis (1879-1936)        | 23 août 1926    | 4 décembre 1926 |          |                 | Renverse Pángalos et forme un gouvernement provisoire                             |
| Aléxandros Zaïmis (1855-1936)        | 4 décembre 1926 | 4 juillet 1928  |          |                 |                                                                                   |
| Elefthérios Venizélos (1864-1936)    | 4 juillet 1928  | 26 mai 1932     |          | Parti libéral   |                                                                                   |
| Aléxandros Papanastasíou (1876-1936) | 26 mai 1932     | 5 juin 1932     |          |                 |                                                                                   |
| Elefthérios Venizélos (1864-1936)    | 5 juin 1932     | 3 novembre 1932 |          | Parti libéral   |                                                                                   |
| Panagís Tsaldáris (1868-1936)        | 3 novembre 1932 | 16 janvier 1933 |          | Parti du Peuple |                                                                                   |
| Elefthérios Venizélos (1864-1936)    | 16 janvier 1933 | 6 mars 1933     |          | Parti libéral   |                                                                                   |
| Aléxandros Othonaíos (1879-1970)     | 6 mars 1933     | 10 mars 1933    |          |                 |                                                                                   |
| Panagís Tsaldáris (1868-1936)        | 10 mars 1933    | 10 octobre 1935 |          | Parti du Peuple | Gouvernement renversé par l'armée le 10 octobre 1935                              |

## Restauration (1935-1941)
| Premier ministre                   | Depuis le        | Jusqu'au         | Portrait | Parti                          | Commentaires |
| ---------------------------------- | ---------------- | ---------------- | -------- | ------------------------------ | --- |
| Geórgios Kondýlis (1879-1936)      | 10 octobre 1935  | 30 novembre 1935 |          | Parti national radical (en)    | Abolit la République le 10 octobre, confirmé par un plébiscite. Est régent jusqu'au retour de Georges II le 3 novembre |
| Konstantínos Demertzís (1876-1936) | 30 novembre 1935 | 12 avril 1936    |          |                                | |
| Ioánnis Metaxás (1871-1941)        | 13 avril 1936    | 29 janvier 1941  |          | Parti de la Libre Opinion (en) | Régime du 4-Août (dictature)                                                                                           |
| Aléxandros Korizís (1885-1941)     | 29 janvier 1941  | 18 avril 1941    |          |                                | |

## Seconde Guerre mondiale (1941-1945)
| Gouvernement en exil au Caire   | Gouvernement en exil au Caire | Gouvernement en exil au Caire | Gouvernement collaborateur               | Gouvernement collaborateur | Gouvernement collaborateur | Comité de Libération nationale  | Comité de Libération nationale | Comité de Libération nationale |
| Premier ministre                | du                            | au                            | Premier ministre                         | du                         | au                         | Premier ministre                | du                             | au                             |
| ------------------------------- | ----------------------------- | ----------------------------- | ---------------------------------------- | -------------------------- | -------------------------- | ------------------------------- | ------------------------------ | ------------------------------ |
| Emmanouíl Tsouderós (1882-1956) | 21 avril 1941                 | 13 avril 1944                 | Geórgios Tsolákoglou (1886-1948)         | 29 avril 1941              | 2 décembre 1942            |                                 |                                |                                |
| Sophoklís Venizélos (1894-1964) | 13 avril 1944                 | 26 avril 1944                 | Konstantínos Logothetópoulos (1878-1961) | 2 décembre 1942            | 7 avril 1943               | Evripídis Bakirtzís (1895-1947) | 10 mars 1944                   | 18 avril 1944                  |
| Geórgios Papandréou (1888-1968) | 26 avril 1944                 | 3 janvier 1945                | Ioánnis Rállis (1878-1946)               | 7 avril 1943               | 12 octobre 1944            | Aléxandros Svólos (1892-1952)   | 18 avril 1944                  | 2 septembre 1944               |

## Régence (1945-1946)
| Premier ministre                     | Depuis le         | Jusqu'au          | Portrait             | Parti                         | Commentaires |
| ------------------------------------ | ----------------- | ----------------- | -------------------- | ----------------------------- | ------------ |
| Nikólaos Plastíras (1883-1953)       | 3 janvier 1945    | 9 avril 1945      |                      |                               |              |
| Pétros Voúlgaris (1884-1957)         | 9 avril 1945      | 17 octobre 1945   |                      |                               |              |
| Damaskinos d'Athènes (1891-1949)     | 17 octobre 1945   | 1er novembre 1945 |                      |                               |              |
| Panagiótis Kanellópoulos (1902-1986) | 1er novembre 1945 | 22 novembre 1945  |                      | Parti unioniste national (el) |              |
| Themistoklís Sofoúlis (1862-1949)    | 22 novembre 1945  | 4 avril 1946      |                      | Parti libéral                 |              |
| Panagiótis Poulítsas (1881-1968)     | 4 avril 1946      | 18 avril 1946     | Panagiotis Poulitsas |                               |              |
| Konstantínos Tsaldáris (1884-1970)   | 18 avril 1946     | 27 septembre 1946 |                      | Parti du Peuple               |              |

## Royaume de Grèce (1946-1967)
| Premier ministre                        | Depuis le         | Jusqu'au          | Portrait | Parti                                                  | Commentaires |
| --------------------------------------- | ----------------- | ----------------- | -------- | ------------------------------------------------------ | ------------ |
| Konstantínos Tsaldáris (1884-1970)      | 27 septembre 1946 | 25 janvier 1947   |          | Parti du Peuple                                        |              |
| Dimítrios Máximos (1873-1955)           | 25 janvier 1947   | 29 août 1947      |          | Parti du Peuple                                        |              |
| Konstantínos Tsaldáris (1884-1970)      | 29 août 1947      | 7 novembre 1947   |          | Parti du Peuple                                        |              |
| Themistoklís Sofoúlis (1862-1949)       | 7 novembre 1947   | 24 juin 1949      |          | Parti libéral                                          |              |
| Aléxandros Diomídis (1875-1950)         | 30 juin 1949      | 6 janvier 1950    |          | Parti libéral                                          |              |
| Ioánnis Theotókis (1880-1961)           | 6 janvier 1950    | 23 mars 1950      |          | Parti du Peuple                                        |              |
| Sophoklís Venizélos (1894-1964)         | 23 mars 1950      | 15 avril 1950     |          | Parti libéral                                          |              |
| Nikólaos Plastíras (1883-1953)          | 15 avril 1950     | 21 août 1950      |          | Union nationale progressiste du Centre (en)            |              |
| Sophoklís Venizélos (1894-1964)         | 21 août 1950      | 1er novembre 1951 |          | Parti libéral                                          |              |
| Nikólaos Plastíras (1883-1953)          | 1er novembre 1951 | 11 octobre 1952   |          | Union nationale progressiste du Centre (en)            |              |
| Dimítrios Kiousópoulos (1892-1977)      | 11 octobre 1952   | 19 novembre 1952  |          | Aucun                                                  |              |
| Aléxandros Papágos (1883-1955)          | 19 novembre 1952  | 4 octobre 1955    |          | Rassemblement grec (en)                                |              |
| Konstantínos Karamanlís (1907-1998)     | 6 octobre 1955    | 5 mars 1958       |          | Rassemblement grec (en)/ Union nationale radicale      |              |
| Konstantínos Georgakópoulos (1890-1978) | 5 mars 1958       | 17 mai 1958       |          | Aucun                                                  |              |
| Konstantínos Karamanlís (1907-1998)     | 17 mai 1958       | 20 septembre 1961 |          | Union nationale radicale                               |              |
| Konstantínos Dóvas (1898-1973)          | 20 septembre 1961 | 4 novembre 1961   |          | Aucun                                                  |              |
| Konstantínos Karamanlís (1907-1998)     | 4 novembre 1961   | 17 juin 1963      |          | Union nationale radicale                               |              |
| Panayótis Pipinélis (1899-1970)         | 17 juin 1963      | 29 septembre 1963 |          | Union nationale radicale                               |              |
| Stylianós Mavromichális (1902-1981)     | 29 septembre 1963 | 8 novembre 1963   |          | Aucun                                                  |              |
| Geórgios Papandréou (1888-1968)         | 8 novembre 1963   | 30 décembre 1963  |          | Union du Centre                                        |              |
| Ioánnis Paraskevópoulos (1900-1984)     | 30 décembre 1963  | 18 février 1964   |          | Aucun                                                  |              |
| Geórgios Papandréou (1888-1968)         | 18 février 1964   | 15 juillet 1965   |          | Union du Centre                                        |              |
| Geórgios Athanasiádis-Nóvas (1893-1987) | 15 juillet 1965   | 20 août 1965      |          | Dissident de l'Union du centre Parti libéral démocrate |              |
| Ilías Tsirimókos (1907-1968)            | 20 août 1965      | 17 septembre 1965 |          | Parti libéral démocrate                                |              |
| Stéfanos Stefanópoulos (1898-1982)      | 17 septembre 1965 | 22 décembre 1966  |          | Parti libéral démocrate                                |              |
| Ioánnis Paraskevópoulos (1900-1984)     | 22 décembre 1966  | 3 avril 1967      |          | Aucun                                                  |              |
| Panagiótis Kanellópoulos (1902-1986)    | 3 avril 1967      | 21 avril 1967     |          | Union nationale radicale                               |              |

## Dictature des colonels (1967-1974)
| Premier ministre                       | Depuis le        | Jusqu'au         | Portrait | Parti | Commentaires                 |
| -------------------------------------- | ---------------- | ---------------- | -------- | ----- | ---------------------------- |
| Konstantínos Kóllias (1901-1998)       | 21 avril 1967    | 13 décembre 1967 |          |       |                              |
| Geórgios Papadópoulos (1919-1999)      | 13 décembre 1967 | 8 octobre 1973   |          |       |                              |
| Spíros Markezínis (1909-2000)          | 8 octobre 1973   | 25 novembre 1973 |          |       |                              |
| Adamántios Androutsópoulos (1919-2000) | 25 novembre 1973 | 23 juillet 1974  |          |       | Gouvernement Androutsópoulos |

## Troisième République (depuis 1974)
| Premier ministre                      | Depuis le         | Jusqu'au          | Portrait | Parti               | Commentaires |
| ------------------------------------- | ----------------- | ----------------- | -------- | ------------------- | --- |
| Konstantínos Karamanlís (1907-1998)   | 24 juillet 1974   | 10 mai 1980       |          | Nouvelle Démocratie | Monarchie abolie et établissement de la république parlementaire par référendum le 8 décembre 1974. Trois gouvernements : - Gouvernement d'union nationale - Gouvernement Konstantínos Karamanlís VI - Gouvernement Konstantínos Karamanlís VII |
| Geórgios Rállis (1918-2006)           | 10 mai 1980       | 21 octobre 1981   |          | Nouvelle Démocratie | Gouvernement Rállis |
| Andréas Papandréou (1919-1996)        | 21 octobre 1981   | 2 juillet 1989    |          | PASOK               | Gouvernement Andréas Papandréou I Gouvernement Andréas Papandréou II |
| Tzannís Tzannetákis (1927-2010)       | 2 juillet 1989    | 11 octobre 1989   |          | Nouvelle Démocratie | Gouvernement Tzannetákis |
| Ioánnis Grívas (1923-2016)            | 11 octobre 1989   | 23 novembre 1989  |          | Sans étiquette      | Gouvernement Grívas (gouvernement chargé des affaires courantes) |
| Xenophón Zolótas (1904-2004)          | 23 novembre 1989  | 11 avril 1990     |          | Sans étiquette      | Gouvernement Zolótas (gouvernement d'union nationale) |
| Konstantínos Mitsotákis (1918-2017)   | 11 avril 1990     | 13 octobre 1993   |          | Nouvelle Démocratie | Gouvernement Mitsotákis |
| Andréas Papandréou (1919-1996)        | 13 octobre 1993   | 22 janvier 1996   |          | PASOK               | Gouvernement Andréas Papandréou III |
| Konstantínos Simítis (1936-2025)      | 22 janvier 1996   | 10 mars 2004      |          | PASOK               | Gouvernement Simítis I Gouvernement Simítis II Gouvernement Simítis III |
| Kóstas Karamanlís (1956)              | 10 mars 2004      | 6 octobre 2009    |          | Nouvelle Démocratie | Gouvernement Kóstas Karamanlís I Gouvernement Kóstas Karamanlís II |
| Giórgos Papandréou (1952)             | 6 octobre 2009    | 11 novembre 2011  |          | PASOK               | Gouvernement Giórgos Papandréou |
| Loukás Papadímos (1947)               | 11 novembre 2011  | 16 mai 2012       |          | Sans étiquette      | Gouvernement Papadímos |
| Panagiótis Pikramménos (1945)         | 16 mai 2012       | 20 juin 2012      |          | Sans étiquette      | Gouvernement Pikramménos (gouvernement chargé des affaires courantes) |
| Antónis Samarás (1951)                | 20 juin 2012      | 26 janvier 2015   |          | Nouvelle Démocratie | Gouvernement Samarás |
| Aléxis Tsípras (1974)                 | 26 janvier 2015   | 27 août 2015      |          | SYRIZA              | Gouvernement Tsípras I |
| Vassilikí Thánou-Christophílou (1950) | 27 août 2015      | 21 septembre 2015 |          | Sans étiquette      | Gouvernement Thánou-Christophílou (gouvernement chargé des affaires courantes) |
| Aléxis Tsípras (1974)                 | 21 septembre 2015 | 8 juillet 2019    |          | SYRIZA              | Gouvernement Tsípras II |
| Kyriákos Mitsotákis (1968)            | 8 juillet 2019    | 25 mai 2023       |          | Nouvelle Démocratie | Gouvernement Kyriákos Mitsotákis I |
| Ioánnis Sarmás (1957)                 | 25 mai 2023       | 26 juin 2023      |          | Sans étiquette      | Gouvernement Sarmás (gouvernement chargé des affaires courantes) |
| Kyriákos Mitsotákis (1968)            | 26 juin 2023      | en fonction       |          | Nouvelle Démocratie | Gouvernement Kyriákos Mitsotákis II |